# Новоселки (сільське поселення присілок Сильково)
Новоселки (рос. Новоселки) — присілок в Перемишльському районі Калузької області Російської Федерації.
Населення становить 15 осіб. Входить до складу муніципального утворення Присілок Сильково.

## Історія
Від 2004 року входить до складу муніципального утворення Присілок Сильково

## Населення
1. Н/Д[2]